# Acanthophyllum ejtehadii
Acanthophyllum ejtehadii är en nejlikväxtart som beskrevs av Mahmoudi och Vaezi. Acanthophyllum ejtehadii ingår i släktet Acanthophyllum och familjen nejlikväxter. Inga underarter finns listade i Catalogue of Life.